# Тим Шенкен
Тим Шенкен (на английски: Tim Schenken) е австралийски пилот от Формула 1, роден е на 26 септември 1943 г. в Сидни, Австралия.

## Кариера във Формула 1
Тим Шенкен дебютира във Формула 1 през 1970 г. в Голямата награда на Австрия с тима на Уилямс, в световния шампионат на Формула 1 записва 36 участия като се класира един път на подиума и печели общо седем точки. Състезава се за пет различни отбора.